# ولفگانگ وینکلر
ولفگانگ وینکلر (انگلیسی: Wolfgang Winkler; ۲۱ اکتبر ۱۹۴۰ – ۱۱ مهٔ ۲۰۰۱) لژسوار اهل آلمان بود.